# دوست (فیلم ۲۰۰۱)
«دوست» (انگلیسی: Friend (2001 film)) فیلمی در ژانر نئو نوآر است که در سال ۲۰۰۱ منتشر شد.